# 25. Svetovni skavtski Jamboree
25. Svetovni skavtski jamboree je potekal od 1. do 12. avgusta 2023 v Saemangeumu v Severni Jeolli v Južni Koreji, gostilo pa ga je Korejsko skavtsko združenje. Dogodek je potekal pod geslom »Nariši svoje sanje«. Udeležilo se ga je okoli 43.000 udeležencev iz 158 držav. Saemangeum, kjer je Jamboree potekal, je predelana plimna ravnica na obali Rumenega morja v Južni Koreji. Taborni prostor je raven, na eni strani meji na morje in ima razgled na gore. Lokacija obsega približno 8,8 km2, največja dolžina znaša 6,2, maksimalna širina pa 1,7 kilometra. 
Napake pri načrtovanju in izvedbi so v povezavi z nedavnimi poplavami in vročinskim valom povzročile zdravstvene težave med udeleženci. Južnokorejska vlada se je v sodelovanju s Svetovno organizacijo skavtskega gibanja odločila za evakuacijo udeležencev 8. avgusta zaradi približevanja tajfuna Kanuna. Po evakuaciji je bil za razseljene udeležence v različnih regijah države improviziran program obiskov kulturnih in zgodovinskih znamenitosti ter koncertov zabavne glasbe. Zaključno slovesnost so prestavili na nogometni stadion v Seulu.

## Postopek izbiranja gostitelja
Tako ZHP (Poljsko skavtsko in vodniško združenje) kot Korejsko skavtsko združenje (KSA) sta podala ponudbo za gostitelja 25. Svetovnega skavtskega jamboreeja. 
Svetovna organizacija skavtskega gibanja (WOSM) bi morala državo gostiteljico izbrati leta 2014 na 40. svetovni skavtski konferenci v Ljubljani, vendar je bila odločitev prestavljena na 23. Svetovni skavtski jamboree, kjer sta obe organizaciji še oddali ponudbi.
Predlagano geslo ZHP, »Bodi iskra«, je prejelo podporo mesta Gdańsk za gostiteljstvo jamboreeja. Župan Paweł Adamowicz je za Huffington Post napisal članek, v katerem je Gdansk promoviral kot idealno gostiteljsko mesto.  
Temo, ki jo je predlagala Korejska skavtska zveza, »Nariši svoje sanje« , in lokacijo v Saemangeumu sta podprla vlada province Jeollabuk-do in ministrstvo korejske vlade za enakost spolov in družino. Z jamborejem so želeli proslaviti tudi stoletnico skavtstva v Koreji  in dediščino 17. svetovnega skavtskega jamboreeja, ki je potekal leta 1991 v Goseongu v Gangwon-doju z 19.093 udeleženci iz 135 držav na temo »Veliko dežel, en svet«.   
Korejski predsednik Mun Dže-in in nekdanji generalni sekretar Združenih narodov Ban Ki Moon sta aktivno in javno promovirala kandidaturo Korejskega skavtskega združenja.  
16. avgusta 2017, med 41. svetovno skavtsko konferenco v Bakuju v Azerbajdžanu, je WOSM objavil, da bo 25. svetovni skavtski jamboree potekal v Južni Koreji. 

## Program

### Otvoritvena slovesnost
Otvoritvena slovesnost je potekala v Saemangeumu v sredo, 2. avgusta, zvečer. Osrednji govornik je bil predsednik Južne Koreje Yoon Suk Yeol s prvo damo Kim Keon-hee, oba pa sta nosila skavtski uniformi. Spregovoril je tudi Bear Grylls, glavni ambasador svetovnega skavtstva.  Dogodek je vključeval korejsko glasbo in svetlobno predstavo z droni.  Med otvoritveno slovesnostjo je 108 skavtov utrpelo bolezni, povezane z vročino, in izčrpanost zaradi ekstremnega vročinskega vala, zato so jih odpeljali v bolnišnico. Nekateri starši tabornikov so opozorili na slabo upravljanje in pomanjkanje ustrezne infrastrukture za zaščito pred vročinskim valom.  

### Organizacija udeležencev
Svetovnih skavtskih jamboreejev se udeležujejo mladi udeleženci (skavti, ki so v času jamboreeja stari 14–17 let) in odrasli prostovoljci, ki delujejo v vlogi vodnikov, članov vodstva odprav (CMT) in mednarodnega osebja (IST). Najmanjše enote so vodi. En vod je sestavljen iz devetih udeležencev in enega vodnika. Štirje vodi ali 36 udeležencev in 4 vodniki sestavljajo celico.

### Stebri programa
Program jamboreeja je sestavljen iz petih stebrov: skavtstvo za življenje, pametno in znanstveno, varno in brezskrbno, trajnostni razvoj in pustolovščina, kultura in tradicija.
1. Skavtstvo za življenje: Nanaša se na dejavnosti, ki udeležencem omogočajo razvoj vodstvenih in življenjskih veščin s pomočjo skavtskih dejavnosti, izzivajo njihovo dojemanje globalnih vprašanj in jih spodbujajo, da postanejo aktivni državljani. Vključuje skavtske vrednote, metode in trenutne poudarke v zvezi z izobraževanjem o globalnem državljanstvu in izobraževanjem o trajnostnem razvoju.
2. Pametno in znanstveno: Nanaša se na dejavnosti, ki vključujejo najnovejšo tehnologijo, od robotike do virtualne resničnosti, vključno s programi znanosti, tehnologije, inženiringa in matematike (STEM).
3. Varno in brezskrbno: Nanaša se na dejavnosti izobraževanja in ozaveščanja za preprečevanje in odzivanje na nalezljive bolezni, naravne nesreče in druge izredne razmere. Predstavila je tudi raznolike varnostne izobraževalne programe Korejskega skavtskega združenja . Ti so namenjeni izboljšanju sposobnosti udeležencev, da se odzovejo na nevarnost in prispevajo kot odzivniki v nujnih primerih.
4. Trajnost: Nanaša se na dejavnosti, ki izobražujejo in ozaveščajo o ciljih trajnostnega razvoja Združenih narodov, in metode, ki udeležencem omogočajo, da delujejo kot glasniki miru. Spodbuja tudi trajnostni razvoj v skavtskih skupnostih. Na jamboreeju sta bila šotor Better World in Global Development Village, kjer so udeleženci spoznavali svojo vlogo in povezanost z naravo, postopke za ustvarjanje kulture miru in dialoga, spodbujanje raznolikosti in vključenosti itd.
5. Pustolovščina, kultura in tradicija: Nanaša se na različne pustolovske dejavnosti, ki predstavljajo okolje in raznolik teren okoli Saemangeuma, vključno z gorami in rekami, medkulturne izmenjave za doživetje najboljše korejske kulture in tradicije od K-pop glasbe prek jedi Bibimbap do abecede Hangul in drugih.

## Kritike
Kmalu po prihodu skavtov je postalo očitno, da sanitarni pogoji, prevoz, infrastruktura in druge osnovne potrebe gostujočih skavtov ne bodo zadovoljene. Slabo načrtovanje in izvedba sta pripeljala do resnih težav, ki so se kasneje povečale zaradi višje temperature, kot je bilo pričakovano.  Prizorišče jamboreeja je bilo prej območje plimovanja, povečane količine padavin tik pred otvoritveno slovesnostjo pa so samo poslabšale težave na prizoriču.  
Po navedbah SBS News je Ministrstvo za enakost spolov in družino, ki je pripravilo festival, prejelo predvideni proračun v višini približno 200 milijard ₩ (približno 140 milijonov €), vključno z gradbenimi stroški. Na prizorišču ni bilo ustrezne drenažne naprave, zato je bilo prizorišče pred otvoritveno slovesnostjo poplavljeno.  Začetek jamboreeja je bil prestavljen, ker je nenavadno močno deževje povzročilo poplavo dela prizorišča, kar je povzročilo težave z vodo in oskrbo z elektriko. 
Omenjena so bila tudi vprašanja o pomanjkanju hrane in higienskih standardih.  Organizatorji niso zagotovili dovolj osnovne infrastrukture, kot so delujoče prhe, stranišča in koši za smeti, da bi zadostno sprejeli 43.000 skavtov.  Jamboree je močno prizadel tudi vročinski val s temperaturami do 35° C. 4. avgusta je bolnišnico na tabornem prostoru obiskalo 1486 ljudi,  kar je generalni sekretar organizacijskega odbora Choi Chang-haeng pripisal visokemu energijskemu naporu med K-pop koncertom na otvoritveni slovesnosti. 
Predsednik Yoon Suk Yeol je naročil vladi, naj zagotovi klimatizirane avtobuse in hladilne tovornjake za zaščito udeležencev, ki trpijo zaradi vročinskega vala. Pozivi k odstopu vlade so se nadaljevali septembra, člani sveta province Severna Jeolla pa so zahtevali, naj ministrica za enakost spolov in družino Kim Hyun-sook odstopi.  Ministrico je pozneje premier Yoon zamenjal s Kim Haengom. 

### Reakcije nacionalnih odprav
4. avgusta so skavti Združenega kraljestva (s 4500 udeleženci)  začeli vse svoje udeležence umikati z dogodka, da bi namesto tega ostali v hotelih v Seulu.  Matt Hyde, izvršni direktor Združenja skavtov Združenega kraljestva, je izjavil, da so to storili zaradi skrbi iz štirih razlogov: sanitarne težave, zlasti čistoča stranišča; količina hrane in sposobnost prilagajanja prehranskim omejitvam; vročinski val in pomanjkanje znatnih ukrepov pomoči; ter pomanjkanje ustreznih zdravstvenih storitev.  Britansko veleposlaništvo v Seulu je označil za njihovega največjega partnerja pri načrtovanju novih dogodkov. 
Odprava ameriških skavtov (s 1100 udeleženci)  se je prav tako odločila, da se umakne z Jamboreeja, in je svoje skavte 6. avgusta evakuirala v ameriško vojaško bazo Camp Humphreys . 
7. avgusta so se skavti Kitajske, ki predstavljajo Tajvan (s 1613 udeleženci), umaknili z dogodka zaradi negostoljubnega okolja in varnostnih pomislekov.   Odprave taborniškega združenja Hongkonga (460 udeležencev),  skavtov Aotearoa z Nove Zelandije  in Singapurskega taborniškega združenja so se prav tako umaknile 7. avgusta. 
Glede na napovedi, da bo tajfun Khanun prizadel prizorišče, je Svetovna organizacija skavtskega gibanja 7. avgusta zahtevala, da južnokorejska vlada predčasno konča Jamboree, vsi udeleženci pa zapustijo prizorišče.  Udeleženci so bili premeščeni v hotele in namestitve v Seulu in njegovi okolici.  Predsednik Yoon je prosil lokalne vlade po vsej državi, naj pripravijo turistične programe za razseljene udeležence Jamboreeja. Mesto Pusan je našlo namestitev za 10.000 skavtov in organiziralo obiske plaže Haeundae in naravnega parka Taejongdae . V provinci Seveni Chungcheong so namestitev našli na univerzah, v centrih za usposabljanje in hotelih. Red korejskega budizma Jogye je omogočil bivanje v 170 svojih templjih.  Ministrstvo za notranje zadeve in varnost je sporočilo, da bo pozneje poravnalo izdatke lokalnih vlad za hrano in nastanitev, ki so znašali skoraj 15 milijard ₩ (približno 10,5 milijonov evrov). 

## Zaključna slovesnost
2023 Saemangeum World Scout Jamboree K-pop Super Live je bil koncert, ki je služil tudi kot zaključna slovesnost 25. svetovnega skavtskega jamboreeja, potekal pa je 11. avgusta 2023 na stadionu svetovnega pokala v Seulu .  Koncert je bil prvotno načrtovan 6. avgusta na zunanjem stadionu v Saemangeumu, nato pa je bil prestavljen na 11. avgust na stadion Jeonju   in na koncu na končno prizorišče.  Tekma korejskega nogometnega pokala in dogodek glasbene banke KBS2 je bila odpovedana, da bi olajšali organizacijo dogodka.  

### Seznam nastopajočih in glasbenih točk
- HolyBang – "Venom" in "FTF (Face To Face)"
- The Boyz – "Lip Gloss" in "Thrill Ride"
- The New Six – "Kick It 4 Now"
- ATBO - "Next To Me"
- Xikers – "Do or Die"
- Jo Yu-ri - "Taxi"
- KARD – "Icky"
- P1Harmony – "Jump"
- Libelante – "Musica"
- Zerobaseone – "New Kidz on the Block" in " In Bloom "
- NewJeans – "ETA" in " Hype Boy "
- Kwon Eun-bi - "The Flash"
- Fromis 9 – " #menow "
- Kang Daniel - "SOS"
- Shownu X Hyungwon – " Love Me a Little " in "Wildfire"
- Ive – " I Am " in " Love Dive "
- Itzy – " Torta " in " Wannabe "
- Mamamoo – " Starry Night " in " Hip (Remix ver.) "
- NCT Dream – "Yogurt Shake" in "ISTJ"
- Vsi nastopajoči – "Baloons"